# Saint-Léon-d'Issigeac
Saint-Léon-d'Issigeac è un comune francese di 120 abitanti situato nel dipartimento della Dordogna nella regione della Nuova Aquitania.

## Società

### Evoluzione demografica
Abitanti censiti